# Rolf Palvén
Rolf Jean Gustav Palvén, född 18 oktober 1933 i Karlskrona, död 3 augusti 2024 i Sölvesborg, var en svensk  målare, tecknare och före detta teckningslärare i Sölvesborg.

## Biografi
Rolf Palvén var son till hamntjänstemannen Rudolf Vilhelm Palvén och Annie Teresia Thorn. Han var bosatt i Sölvesborg. Han studerade till teckningslärare vid Konstfack i Stockholm 1950–1955. Under studietiden blev han uppmärksammad på Nationalmuseums utställning ”Unga tecknare”. Hans konst består av figurer, stilleben, porträtt och landskap samt bilder som  är symbolladdade utförda i olja, akvarell, gouache eller i form av blyertsteckningar. Palvén är representerad vid Gustav VI Adolfs samling och Moderna museet.